# Oncometopia discophora
Oncometopia discophora är en insektsart som beskrevs av Schröder 1962. Oncometopia discophora ingår i släktet Oncometopia och familjen dvärgstritar. Inga underarter finns listade i Catalogue of Life.